# National Magazine Award
Der National Magazine Award ist ein amerikanischer Journalistenpreis, der seit 1966 jährlich für herausragende Beiträge im Magazinjournalismus vergeben wird. 
Der Preis wird von der American Society of Magazine Editors (ASME) in Kooperation mit der Journalistenschule der Columbia University vergeben, derzeit (2013) in 25 Kategorien, neben Wort- und Bildjournalismus im eigentlichen Sinne werden auch Innovationen in Design und Marketing ausgezeichnet, zudem gibt es mit der für Kurzgeschichten reservierten Kategorie Fiction auch einen Literaturpreis zu vergeben. Zudem wird jedes Jahr eine Zeitschrift als Magazin des Jahres (Magazine of the Year) gekürt.
Der Preis ist nicht dotiert, die Gewinner erhalten als Trophäe eine Reproduktion der von Alexander Calder entworfenen Skulptur „Ellie“.